# Cegedel
Cegedel, anciennement Compagnie Grand-Ducale d'Électricité du Luxembourg est un ancien fournisseur d'électricité luxembourgeois qui opérait via une concession inscrite directement dans la loi qui créa l'entreprise. Cegedel distribuait 70 % de l'électricité du grand-duché, soit 6,616 GWh.

## Histoire
La compagnie est fondée le 27 mars 1928 sous le nom de Compagnie Grand-Ducale d'électricité du Luxembourg, qu'elle conservera jusqu'au 17 mai 1997 avant de devenir Cegedel.
L'État luxembourgeois détenait un tiers de la compagnie et en était le principal actionnaire, devant la division Énergie de Luxempart avec 30,4 %, la Société nationale de crédit et d'investissement (lb) (SNCI) avec 12 % et Electrabel avec 8 %,. Cegedel était coté à la Bourse de Luxembourg, à l'indice LuxX.
Dans le cadre de la politique européenne de libéralisation du marché de l'énergie, Cegedel est racheté par Enovos (lb) en même temps que le fournisseur de gaz Soteg (lb) en 2009 et les fusionnent au sein d'une entreprise unique, Creos,.